# Petite rivière Croche
Pour les articles homonymes, voir Croche.
La petite rivière Croche est un affluent de la rive est de la rivière Croche, coulant généralement vers le sud, puis le sud-ouest, au Québec, au Canada. Le cours de la rivière traverse :
- le territoire non organisé de Lac-Ashuapmushuan, dans la municipalité régionale de comté (MRC) Le Domaine-du-Roy, dans la région administrative de Saguenay-Lac-Saint-Jean ;
- agglomération de La Tuque, en Mauricie.

Ce cours d'eau fait partie du bassin versant de la rivière Saint-Maurice. L’activité économique du bassin versant du Petite rivière Croche est la foresterie. L’activité récréotouristique s’est développée progressivement depuis le début du XIXe siècle. Le cours de la rivière coule entièrement en zones forestières.

## Géographie
La Petite rivière Croche prend sa source à l’embouchure du lac Banane (longueur : 0,5 km ; altitude : 433 m) dans le canton de Bécart. Elle coule plus ou moins entre la rivière Brûlée (située au nord-ouest) et la rivière à la Perche (située à l'est).
La Petite rivière Croche descend sur 37,9 km, selon les segments suivants :
Cours supérieur de la Petite rivière Croche (segment de 17,0 km)
À partir de l’embouchure du lac Banane, la Petite rivière Croche coule sur :
- 4,2 km vers le sud dans le canton de Bécart, jusqu’à la limite du canton de Crespieul ;
- 1,6 km vers le sud-est dans le canton de Crespieul, en formant une courbe vers le nord-est pour contourner une montagne, jusqu’à la limite du canton de Biart ;
- 4,0 km vers le sud-ouest dans le canton de Biart, jusqu’à l’embouchure du lac de la Fourche (altitude : 327 km) que le courant traverse sur sa pleine longueur. Note : Ce lac reçoit les eaux du ruisseau Biart (venant de l’est) ;
- 5,0 km vers le sud-ouest, jusqu’à la limite du canton de Michaux ;
- 2,2 km vers le sud-ouest, jusqu’à la confluence de la Petite rivière Croche Nord (venant du nord-est) ;

Cours inférieur de la Petite rivière Croche (segment de 20,9 km)
- 0,3 km vers l'ouest, jusqu’au pont d’une route forestière ;
- 5,7 km vers le sud-ouest, jusqu’à un ruisseau (venant du nord) ;
- 8,6 km (ou 4,0 km en ligne directe) vers le sud-ouest en serpentant jusqu’à la confluence du ruisseau Michaux (venant du nord) ;
- 6,3 km (ou 2,9 km en ligne directe) vers le sud-ouest en serpentant jusqu'à la confluence de la rivière[2].

La Petite rivière Croche se déverse dans une courbe de rivière sur la rive nord-est de la rivière Croche. Cette confluence est située à :
- 0,8 km au nord-est de la limite du canton de Lavoie ;
- 22,9 km à l'est du Réservoir Blanc ;
- 30,3 km au nord du centre du village de La Croche (un secteur de La Tuque).

## Toponymie
Le toponyme Petite rivière Croche a été officialisé le 8 avril 1975 à la Commission de toponymie du Québec.